# Mota (Éthiopie)
Pour les articles homonymes, voir Mota.
Mota est une ville de l'ouest de l'Éthiopie, située dans la zone Misraq Godjam de la région Amhara.
Avec une population de 26 177 habitants en 2007, Mota est la principale agglomération du woreda Hulet Ej Enese.

## Situation
Mota se trouve à environ 120 km au sud-est de Baher Dar, sur la route  de Baher Dar à Dejen (en), et à environ 2 400 m d'altitude

## Histoire
Mota était avant 1995 la capitale administrative de l'awraja Mota de la province du Godjam.